# Gavriil Konsztantyinovics Romanov orosz herceg
Gavriil Konsztantyinovics orosz herceg (oroszul: Князь Гаврии́л Константиович Романов; Pavlovszk, 1887. július 3./15. – Párizs, 1955. február 28.)  és nagyherceg, az Orosz Cári Hadsereg tisztje.

## Élete

### Származása és ifjúkora
Gavriil Konsztantyinovics herceg 1887 nyarán jött világra Konsztantyin Konsztantyinovics nagyherceg és Erzsébet szász–altenburgi hercegnő második fiaként. Noha egy nagyherceg gyermekeként született, III. Sándor cár törvénye értelmében sem Gavriil Konsztantyinovics, sem testvérei nem viselhették az addig minden családtagnak kijáró nagyhercegi címet, mivel nagyapjuk nem volt cár. A korlátozást a család gyarapodása tette szükségessé; a hercegi cím ugyanis alacsonyabb jövedelmet jelentett.
A verseket és színdarabokat szerző Konsztantyin Konsztantyinovics nagyherceg a legkiválóbb oktatókat biztosította gyermekei számára. A család elvárásaival ellentétben a nagyherceg abba is hajlandó volt beleegyezni, hogy fiai ne lépjenek katonai pályára, amennyiben úgy óhajtják. Konsztantyin Konsztantyinovics abbeli elképzeléseit, hogy fiai követni fogják őt irodalmi pályáján, egyedül Oleg Konsztantyinovics teljesítette. Gavriil herceg és bátyja, Ivan Konsztantyinovics a családi hagyományoknak megfelelően a katonaságot választották. Gavriil Konsztantyinovics kiskora óta rajongott a seregért; 1900–1902 között az első moszkvai hadtest kadétja volt. 1903-ban, tizenhat évesen édesapja engedélyezte számára a beiratkozást a Nyikolajevszkij Huszáriskolába: „Hétéves koromtól arról álmodtam, hogy belépek a Nyikolajevszkij Huszáriskolába, és íme, a legtitkosabb álmom is valóra vált!”. Kiképzése 1907. június 14-én ért véget, ekkor bátyjával együtt, II. Miklós cár és Olga görög királyné jelenlétében tisztté avatták. „Miután öt évig viseltem a kadétegyenruhát, végül valódi katonává váltam… Micsoda boldogság volt felölteni a huszárok kardját!”.
1911 augusztusában Matyilda Felikszovna Kseszinszkaja táncosnő, Andrej Vlagyimirovics nagyherceg szeretője bált adott szentpétervári otthonában. Gavriil Konsztantyinovics itt ismerkedett meg egy elszegényedett kisnemesi sorból származó balerinával. Antonyina Rafailovna Nyesztyerovszkaja (1890–1950) három évvel volt fiatalabb a hercegnél, és azonnal elbűvölte őt. Gavriil herceg közel egy éven át udvarolt a táncosnőnek, mígnem Nyesztyerovszkaja elfogadta az ajánlatát, és a szeretője lett. A pár együtt utazott el a francia Riviérára; hazatérésük után Gavriil herceg beköltöztette szeretőjét szentpétervári elegáns villájába. A herceg teljesítette Antonyina Rafailovna minden kívánságát, rengeteg ékszerrel és ajándékkal halmozta el. Gavriil Konsztantyinovics nemcsak szeretőjével bizonyult bőkezűnek; szentpétervári otthona nyitva állt mindenki előtt.
A herceg nőül akarta venni Antonyina Nyesztyerovszkaját, azonban ezt a Családi Törvények nem tették lehetővé. Az I. Pál cár alatt lefektetett szabályzat szerint minden cári családtag köteles volt uralkodóházból származó hitvest választani magának; az igen ritka kivételeket csak az uralkodó engedélye tette lehetővé. Olga görög királyné, született Olga Konsztantyinovna orosz nagyhercegnő közeli, szoros kapcsolatot ápolt unokaöccsével, így Gavriil herceg megkérte őt, hogy járjon közben érdekében II. Miklós cárnál. Az uralkodó azonban elutasította Gavriil Konsztantyinovics és Antonyina Nyesztyerovszkaja házassági kérelmét.

### A forradalom
Az első világháború kitörésekor Gavriil herceg és fivérei az elsők között vonultak a frontra. A herceg öccse, Oleg Konsztantyinovics pár hónappal a világháború kezdetét követően elesett, Konsztantyin nagyherceg pedig 1915-ben hirtelen elhunyt. Gavriil herceg ezredesi rangot kapott a harcok folyamán. Viszonya Nyesztyerovszkajával továbbra is folytatódott, a nyilvánosság előtt is vállalták kapcsolatukat. 1916-ban Alekszandra Fjodorovna cárné, látván Nyesztyerovszkaja és Gavriil Konsztantyinovics ragaszkodását egymás iránt, a házassági terv segítése mellett döntött. A cárné döntése azonban a cári rendszer végét jelentő 1917-es forradalom mellett hamar súlyát vesztette. A monarchia megszűnése után Gavriil herceg újból házassági kérelemmel fordult édesanyjához és nagybátyjához, Dmitrij Konsztantyinovics nagyherceghez, aki Konsztantyin Konsztantyinovics halála után apaként törődött unokaöccseivel. Mindketten nemet mondtak Gavriil Konsztantyinovics kérésére; ellenben a herceg 1917. április 9-én a legnagyobb titokban, egy helyi kis templomban feleségül vette Antonyina Rafailovnát. A monarchia alatt a frigy morganatikusnak számított volna az uralkodó beleegyezése nélkül, a köztársaságban azonban legális volt.
Az ügy egy véletlen folyamán történő kitudódása heves vitát váltott ki anya és fia között; melynek eredményeként Gavriil herceg elhagyta a családi otthont, és átköltözött Nyesztyerovszkaja házába. A házaspár visszavonult, csendes és szerény életmódot folytatott.
A bolsevikok hatalomra jutása után az összes cári családtagot nyilvántartásba vették; de letartóztatásukra csak 1918 tavaszán került sor. Gavriil Konsztantyinovics ekkor éppen tüdőbajban szenvedett, ezért állapotára való tekintettel a bolsevik vezetés nem deportálta Szibériába, hanem engedélyezték számára, hogy felesége házában maradhasson. Nyári felgyógyulását követően őt is letartóztatták, és a Szpalernaja utcai börtönbe vitték, ahol Dmitrij Konsztantyinovics, Georgij Mihajlovics és Nyikolaj Mihajlovics nagyhercegekkel együtt tartották fogságban. Nyesztyerovszkaja, aki származása és foglalkozása miatt nem forgott veszélyben, mindent elkövetett férje kiszabadítása érdekében. Antonyina Rafailovna végül egyik ismerőséhez, Makszim Gorkijhoz fordult segítségért. Gorkij közbenjárt Leninnél Gavriil herceg érdekében, és elérte, hogy 1918 végén a herceget a börtönből átszállítsák egy kórházba. Később Gorkij saját házában nyújtott menedéket a házaspárnak, miközben kieszközölte a kormánynál, hogy adjanak útlevelet nekik Finnországba. Gavriil Konsztantyinovics és Antonyina Rafailovna megpróbálkozott a többi raboskodó családtag megsegítésével is, de Lenin ez ügyben hajthatatlannak bizonyult. A pár 1919 elején hagyta el Oroszországot, hogy Franciaországba emigráljanak; pár nappal Dmitrij Konsztantyinovics, Nyikolaj és Georgij Mihajlovics nagyhercegek kivégzése előtt.

### Száműzetésben
Gavriil Konsztantyinovics és neje Párizsban vásároltak maguknak egy saját házat. Társasági életet éltek, fenntartották ismertségüket megmenekült rokonaikkal és az orosz emigránsokkal. A kezdetekben felmerülő anyagi problémáikra Atonyina Rafailovna divatszalonja jelentett megoldást. Nyesztyerovszkaja eleinte egy balettiskola nyitását fontolgatta, később mégis „House of Berry” éven divatszabászatot nyitott. A kis üzlet hamar elegáns szalonná nőtte ki magát, ahol főként gazdag amerikai turisták vásároltak. Gavriil herceg felesége üzletében dolgozott; a szalon biztos megélhetést nyújtott mindkettőjüknek.
A helyzeten a nagy gazdasági világválság változtatott, a divatüzletet be kellett zárni. Gavriil herceg és hitvese eladták elegáns otthonukat a belvárosban, átköltöztek Párizs külvárosába. A herceg itt fogott bele emlékiratainak megírásába. A pár jövedelemforrásává a Gavriil Konsztantyinovics által szervezett bridzspartik és az Antonyina Rafailovna által adott balettórák váltak. Mindkettejük támogatta Kirill Vlagyimirovics nagyherceget, aki magát az orosz trón jogos igénylőjének tartotta. Kirill Vlagyimirovics halála után fia, Vlagyimir Kirillovics nagyherceg hálája jeléül 1939. május 15-én a „Romanovszkaja-Sztrelnyinszkaja hercegné” címet adta Antonyina Rafailovnának, míg Gavriil Konsztantyinovicsot nagyherceggé emelte. E rangokat maguk a Romanovok között sem ismerik el azok, akik nem tekintik Vlagyimir Kirillovicsot az orosz trón jogos igénylőjének.
A második világháború alatt a házaspár továbbra is Párizsban élt. Antonyina Rafailovna Romanovszkaja-Sztrelnyinszkaja 1950. március 7-én hunyt el. Egy évre rá, 1951. május 11-én Gavriil Konsztantyinovics újranősült. Második felesége, Irina Ivanovna Kurakina hercegnő (1903–1993) orosz nemesi családból származott, házassága révén pedig Romanovszkaja hercegnéi rangot kapott. Gavriil Konsztantyinovics hercegnek egyik kapcsolatából sem származott gyermeke.
Gavriil Konsztantyinovics herceg és nagyherceg 1955. február 28-án halt meg Párizsban. A francia fővárosban található Saint Genieve des Bois orosz temetőben helyezték örök nyugalomra. A Márvány Palotában című emlékiratait csak orosz nyelven adták ki.